# Ahmed Hafnaoui
Pour les articles homonymes, voir Hafnaoui.
Ahmed Hafnaoui ou Ayoub Hafnaoui,, de son nom complet Ahmed Ayoub Hafnaoui (arabe : أحمد أيوب الحفناوي), né le 4 décembre 2002 à Métlaoui, est un nageur tunisien spécialiste de la nage libre.
Il accède à la notoriété mondiale en remportant le 400 m nage libre aux Jeux olympiques de 2020.

## Carrière

### Premiers résultats

#### 2018
Ahmed Ayoub Hafnaoui commence sa carrière professionnelle à 15 ans par une participation aux Jeux africains de la jeunesse de 2018 à Alger dans lesquels il obtient la médaille d'argent du 800 m et la médaille de bronze du 400 m nage libre en individuel ainsi que deux médailles d'or en relais 4 × 100 m nage libre et 4 nages avec l'équipe nationale tunisienne.
Ces résultats chez les jeunes sont confirmés aux côtés des grands noms de la natation africaine à l'occasion des championnats d'Afrique, en septembre à Alger, où il décroche les médailles de bronze sur 800 m, 1 500 m et relais 4 × 100 m nage libre ainsi que l'argent sur le 4 × 200 m.
En octobre, Ahmed Ayoub Hafnaoui participe aux Jeux olympiques de la jeunesse à Buenos Aires où il finit 11e sur le 400 m nage libre. Il se qualifie pour les finales du 400 m, et 800 m qu'il finit respectivement aux 8e et 7e places.
Il clôt l'année avec une participation aux championnats du monde de natation en petit bassin à Hangzhou où il termine 19e et 17e des courses de 400 m et 1 500 m nage libre

#### 2019
En août, Ahmed Ayoub Hafnaoui prend part aux championnats du monde juniors de natation à Budapest où il arrive à se qualifier pour les finales de 800 m et 1 500 m nage libre qu'il termine aux 4e et 6e places. Bien qu'ayant amélioré son record personnel, il termine 10e de l'épreuve de 400 m.
En octobre, il déclare forfait à la quatrième manche de la coupe du monde (en) à Budapest, et participe à la cinquième manche à Berlin où il termine 18e en 200 m, 6e en 400 m et 9e aux 1 500 m nage libre.

### Premiers succès majeurs

#### 2021
Après une année 2020 marquée par une compétition altérée par les restrictions liées à la Covid-19, Ahmed Ayoub Hafnaoui remporte en juin 2021 l'or aux championnats de France sur 400 m et 800 m, et finit au pied du podium (4e place) du 1 500 m. Quelques semaines plus tôt, il avait également gagné le 400 m au Mare Nostrum à Monte-Carlo.
Il participe aux Jeux olympiques de 2020 à Tokyo. Le 25 juillet 2021, à partir du couloir 8, il crée la surprise en remportant la médaille d'or lors de l'épreuve du 400 m nage libre,,.
Le 21 décembre, il décroche la médaille d'argent sur 1 500 mètres nage libre lors des championnats du monde en petit bassin, battant le record africain de son compatriote Oussama Mellouli, avec un temps de 14 min 10 s 94.

#### 2022-2023
Il consacre l'année 2022 à ses études et à son installation aux États-Unis pour suivre des études en management sportif au sein de l'université de l'Indiana à Bloomington
On ne retrouve Ahmed Ayoub Hafnaoui dans les piscines qu'au mois de janvier 2023 après avoir rejoint le rang des Hoosiers de l'Indiana. Il s'illustrera en survolant les compétitions de Pro Swim Series à Knoxville en décrochant l'or sur  400 mètres et 800 mètres ainsi que l'argent sur 1 500 mètres. Il récidive à Fort Lauderdale en mars en raflant l'or sur 400 mètres, 800 mètres et 1 500 mètres.
En juin, il s'engage sur les épreuves Mare Nostrum à Barcelone, où il y décroche l'or sur 400 mètres et sur 1 500 mètres.
Fort de ces succès en Amérique du Nord et en Europe, il prend part aux championnats du monde à Fukuoka en juillet, où il décroche l'argent sur 400 mètres, établissant par la même occasion un nouveau record africain. Il s'accapare l'or sur 800 mètres, et récidive trois jours plus tard en s'adjugeant l'or sur 1 500 mètres, établissant un nouveau record des championnats du monde, et un nouveau record d'Afrique.

#### 2024
Trouvant des difficultés à concilier le rythme soutenu des études et des entraînements, Ahmed Hafnaoui préfère se consacrer à plein temps à la nage, et part en Californie rejoindre The Swim Team entraînée par Mark Schubert (en).
À quelques semaines des championnats du monde 2024, et ayant perdu son statut d'étudiant à la suite de l'abandon de ses études, il est contraint de rentrer en Tunisie pour demander un nouveau visa d'installation aux États-Unis. Pendant les trois semaines précédant la compétition, il est entrainé par son ancien entraîneur Jabrane Touili.
Bien que les principaux prétendants aux titres mondiaux soient pour la plupart absents de la compétition, Ahmed Hafnaoui se contente de la 17e place aux 400 mètres et 1 500 mètres nage libre et de la 18e place aux 800 mètres nage libre,.
Au mois de mai, à trois mois des Jeux olympiques de Paris, Mehrez Boussayene, président du Comité national olympique tunisien, annonce le forfait de Hafnaoui des compétitions de natation sportive,,.

### Suspension (2024-2026)
Ahmed Hafnaoui est provisoirement suspendu le 6 décembre 2024 à la suite d'une violation présumée des règles antidopage. Cette violation concerne trois manquements aux obligations de localisation en l'espace de douze mois. Ces manquements incluent des tests manqués ou des informations de localisation inexactes, exigées pour permettre des contrôles inopinés hors compétition.
Le 14 avril 2025, l'unité d'intégrité des sports aquatiques confirme que Hafnaoui a accepté une suspension de 21 mois, courant du 11 avril 2024 au 10 janvier 2026, ainsi que la disqualification de tous ses résultats obtenus depuis le 11 avril 2024,,.

## Palmarès

### Jeux olympiques
- Jeux olympiques de 2020 à Tokyo (Japon) :
  -  Médaille d'or du 400 m nage libre

| Édition                       | 400 m nage libre | 800 m nage libre  | 1 500 m nage libre |
| Jeux olympiques de 2020 Tokyo | Or 3 min 43 s 36 | 10e 7 min 49 s 14 | -                  |
| Jeux olympiques de 2024 Paris | Forfait          | Forfait           | Forfait            |

### Championnats du monde

#### Grand bassin (50m)
- Championnats du monde 2023 à Fukuoka (Japon) :
  -  Médaille d'or du 800 m nage libre
  -  Médaille d'or du 1 500 m nage libre
  -  Médaille d'argent du 400 m nage libre

| Édition                            | 400 m nage libre     | 800 m nage libre  | 1 500 m nage libre |
| Championnats du monde 2023 Fukuoka | Argent 3 min 40 s 70 | Or 7 min 37 s 00  | Or 14 min 31 s 54  |
| Championnats du monde 2024 Doha    | 17e 3 min 48 s 05    | 18e 7 min 51 s 72 | 17e 15 min 09 s 02 |

#### Petit bassin (25m)
- Championnats du monde 2021 à Abou Dabi (Émirats arabes unis) :
  -  Médaille d'argent du 1 500 m nage libre

| Édition                              | 400 m nage libre  | 800 m nage libre | 1 500 m nage libre    |
| Championnats du monde 2018 Hangzhou  | 19e 3 min 45 s 98 | -                | 17e 15 min 2 s 25     |
| Championnats du monde 2021 Abou Dabi | 10e 3 min 40 s 30 | 7 min 33 s 69    | Argent 14 min 10 s 94 |

### Championnats d'Afrique
- Championnats d'Afrique 2018 à Alger (Algérie) :
  -  Médaille d'argent du relais 4 × 200 m nage libre
  -  Médaille de bronze du 800 m nage libre
  -  Médaille de bronze du 1 500 m nage libre
  -  Médaille de bronze du relais 4 × 100 m nage libre

## Records

### Grand bassin (50m)
| Épreuve     | Temps          | Compétition                | Lieu    | Date            |
| ----------- | -------------- | -------------------------- | ------- | --------------- |
| 1 500 m nl. | 14 min 31 s 54 | Championnats du monde 2023 | Fukuoka | 30 juillet 2023 |

| Épreuve     | Temps          | Compétition                | Lieu    | Date            |
| ----------- | -------------- | -------------------------- | ------- | --------------- |
| 400 m nl.   | 3 min 40 s 70  | Championnats du monde 2023 | Fukuoka | 23 juillet 2023 |
| 1 500 m nl. | 14 min 31 s 54 | Championnats du monde 2023 | Fukuoka | 30 juillet 2023 |

| Épreuve     | Temps          | Compétition                | Lieu    | Date            |
| ----------- | -------------- | -------------------------- | ------- | --------------- |
| 400 m nl.   | 3 min 40 s 70  | Championnats du monde 2023 | Fukuoka | 23 juillet 2023 |
| 1 500 m nl. | 14 min 31 s 54 | Championnats du monde 2023 | Fukuoka | 30 juillet 2023 |

| Épreuve     | Temps          | Compétition                | Lieu    | Date            | Notes                         |
| ----------- | -------------- | -------------------------- | ------- | --------------- | ----------------------------- |
| 50 m nl.    | 25 s 89        | Jeux olympiques de 2020    | Tokyo   | 25 juillet 2020 |                               |
| 100 m nl.   | 53 s 82        | Championnats du monde 2023 | Fukuoka | 23 juillet 2023 |                               |
| 200 m nl.   | 1 min 49 s 50  | Championnats du monde 2023 | Fukuoka | 23 juillet 2023 |                               |
| 400 m nl.   | 3 min 40 s 70  | Championnats du monde 2023 | Fukuoka | 23 juillet 2023 | AF                            |
| 800 m nl.   | 7 min 37 s 00  | Championnats du monde 2023 | Fukuoka | 26 juillet 2023 | Médaille d'or, Coupe du Monde |
| 1 500 m nl. | 14 min 31 s 54 | Championnats du monde 2023 | Fukuoka | 30 juillet 2023 | AF, CR (en)                   |

### Petit bassin (25m)
| Épreuve     | Temps          | Compétition                | Lieu      | Date             |
| ----------- | -------------- | -------------------------- | --------- | ---------------- |
| 800 m nl.   | 7 min 33 s 69  | Championnats du monde 2021 | Abou Dabi | 21 décembre 2021 |
| 1 500 m nl. | 14 min 10 s 94 | Championnats du monde 2021 | Abou Dabi | 21 décembre 2021 |

| Épreuve     | Temps          | Compétition                | Lieu      | Date             |
| ----------- | -------------- | -------------------------- | --------- | ---------------- |
| 800 m nl.   | 7 min 33 s 69  | Championnats du monde 2021 | Abou Dabi | 21 décembre 2021 |
| 1 500 m nl. | 14 min 10 s 94 | Championnats du monde 2021 | Abou Dabi | 21 décembre 2021 |

| Épreuve     | Temps          | Compétition                | Lieu      | Date             | Notes |
| ----------- | -------------- | -------------------------- | --------- | ---------------- | ----- |
| 50 m nl.    | 25 s 15        | Championnats du monde 2021 | Abou Dabi | 16 décembre 2021 |       |
| 100 m nl.   | 52 s 41        | Championnats du monde 2021 | Abou Dabi | 16 décembre 2021 |       |
| 200 m nl.   | 1 min 48 s 83  | Championnats du monde 2021 | Abou Dabi | 16 décembre 2021 |       |
| 400 m nl.   | 3 min 40 s 30  | Championnats du monde 2021 | Abou Dabi | 16 décembre 2021 |       |
| 800 m nl.   | 7 min 33 s 69  | Championnats du monde 2021 | Abou Dabi | 21 décembre 2021 | AF    |
| 1 500 m nl. | 14 min 10 s 94 | Championnats du monde 2021 | Abou Dabi | 21 décembre 2021 | AF    |

## Évolution des performances
| Année | 200 m nl.     | 400 m nl.     | 800 m nl.     | 1 500 m nl.    |
| ----- | ------------- | ------------- | ------------- | -------------- |
| 2018  | 1 min 50 s 86 | 3 min 55 s 94 | 8 min 04 s 43 | 15 min 45 s 46 |
| 2019  | 1 min 52 s 37 | 3 min 52 s 05 | 7 min 49 s 09 | 15 min 16 s 04 |
| 2020  | 1 min 53 s 68 | 3 min 49 s 90 | 7 min 50 s 31 | 15 min 17 s 42 |
| 2021  | 1 min 51 s 86 | 3 min 42 s 61 | 7 min 42 s 62 | 14 min 40 s 48 |
| 2022  | -             | -             | -             | -              |
| 2023  | -             | 3 min 40 s 70 | 7 min 37 s 00 | 14 min 31 s 54 |
| 2024  | -             | 3 min 48 s 05 | 7 min 51 s 72 | 15 min 09 s 02 |

## Distinctions
- Grand officier de l'ordre national du Mérite (Tunisie, 20 août 2021)[39],[40].